# Новожитомир
Новожитомир (укр. Новожитомир) — село,
Красовский сельский совет,
Криворожский район,
Днепропетровская область,
Украина.
Код КОАТУУ — 1221883507. Население по переписи 2001 года составляло 343 человека.

## Географическое положение
К селу Новожитомир прилегает балка Широкая. На водотоке в балке сделано несколько запруд. На расстоянии 1 км расположен посёлок Новые Садки.

## История
Основано в 1847 году под названием Ново-Житомир в качестве казённой еврейской земледельческой колонии. В 1930—1939 входило в состав Сталиндорфского еврейского национального района.

## Уроженцы
- Касьяник, Михаил Давидович (1912—2005) — советский гимнаст и тренер, заслуженный мастер спорта СССР.
- Касьяник, Моисей Давидович (1911—1988) — советский штангист и тренер, заслуженный мастер спорта СССР.